# Dyscia favillacearius
Dyscia favillacearius är en fjärilsart som beskrevs av Loren P. Woods 1839. Dyscia favillacearius ingår i släktet Dyscia och familjen mätare. Inga underarter finns listade i Catalogue of Life.